# Bryan Bouffier
Pour les articles homonymes, voir Bouffier.
Bryan Bouffier, né le 1er décembre 1978 à Die (Drôme), est un pilote automobile français.

## Carrière en rallye
Bryan Bouffier découvre le sport automobile grâce à Philippe Bouffier, son père. Celui-ci commence le rallye en 1976 au volant d’une Renault 12 Gordini, et fait des courses jusqu'à nos jours, avec une interruption de 2000 à 2011 (victoires de classe aux Critérium des Cévennes en 1982, 1985 et 1997, à la Ronde Cévenole en 1998, puis au Rallye du Dauphiné Historic 2012, qu'il remporte finalement en 2013 et 2016 sur Renault 5 Alpine, puis Turbo « Cévennes »). En 2000, il arrête la compétition pour aider son fils à se lancer dans le sport automobile : Bryan décide de monter à bord d'une petite Renault Clio Groupe N, avec laquelle il dispute deux rallyes régionaux (son père ayant disputé toutes ses courses pour la marque au losange, modèles 5 ou Clio (« Williams »)).
Finaliste des sélections Rallye Jeunes, c’est en 2000 qu’il amorce sa première saison de volant Peugeot 206. En 2002, il est sacré espoir du magazine Échappement et remporte le Volant Peugeot 206.
Bryan Bouffier devient alors, en 2003, pilote officiel Peugeot Sport au volant d’une 206 Super 1600 et dispute le Championnat de France des rallyes Asphalte durant trois années consécutives.
Cette collaboration avec l’équipe Peugeot Sport et le team Michel Enjolras Sport le propulse à la tête de la catégorie Super 1600 et à la troisième place du championnat français 2005.
Lors de la saison 2006, il participe au Championnat d'Europe des rallyes avec l'équipe Peugeot-Espagne. Il termine sur la troisième marche du podium, après le Barum Rally Zlin en République tchèque, et en raflant la victoire au Rallye d'Antibes. Il finit cinquième du championnat d'Europe.

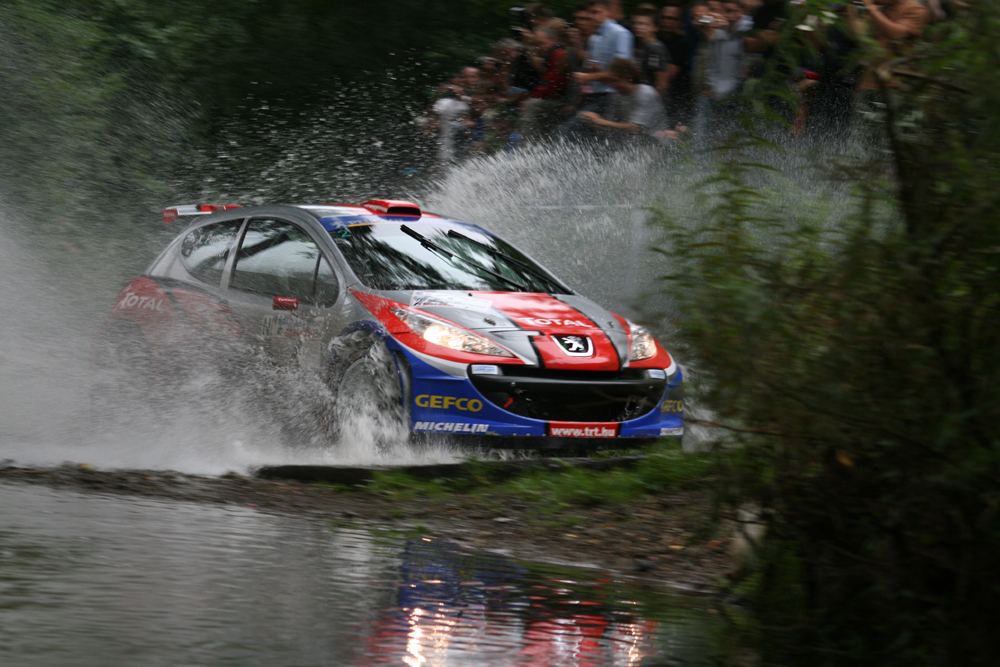
Bryan Bouffier en Pologne, à l'occasion du Rzeszowski Rally 2007.

En 2007, Bryan Bouffier est sacré Champion de Pologne catégorie pilote / S2000 et Groupe N et offre le titre constructeur à Peugeot Pologne (en ayant disputé seulement cinq des neuf courses au programme du Championnat). Il partage également son premier titre avec la 207 S2000, voiture dont il a assuré le développement avec Sebastian Lindholm. En parallèle, il remporte le titre de Champion de France des Rallyes sur Terre dans la catégorie du Groupe N (quatrième du championnat général - 3 podiums sur Mitsubishi Lancer Evo IX). En outre, il participe pour la première fois à une manche mondiale (Rallye de Sardaigne) au volant d'une C2R2 de Citroën Sport et obtient la victoire dans sa catégorie.
En 2008, Bryan Bouffier se réengage en Championnat de Pologne des rallyes et remporte un second titre, toujours avec la Peugeot 207.
En 2009, Peugeot Pologne stoppe le programme rallye. Bryan Bouffier se retrouve à pied mais parvient à monter un programme privé en championnat de Pologne sur une Mitsubishi Lancer Evo et parvient à obtenir sur le fil un troisième titre consécutif.
En 2010, il s'impose dans le Championnat de France des rallyes face à Cédric Robert et avec trois victoires scratchs. Un programme en IRC est prévu pour l'année suivante.

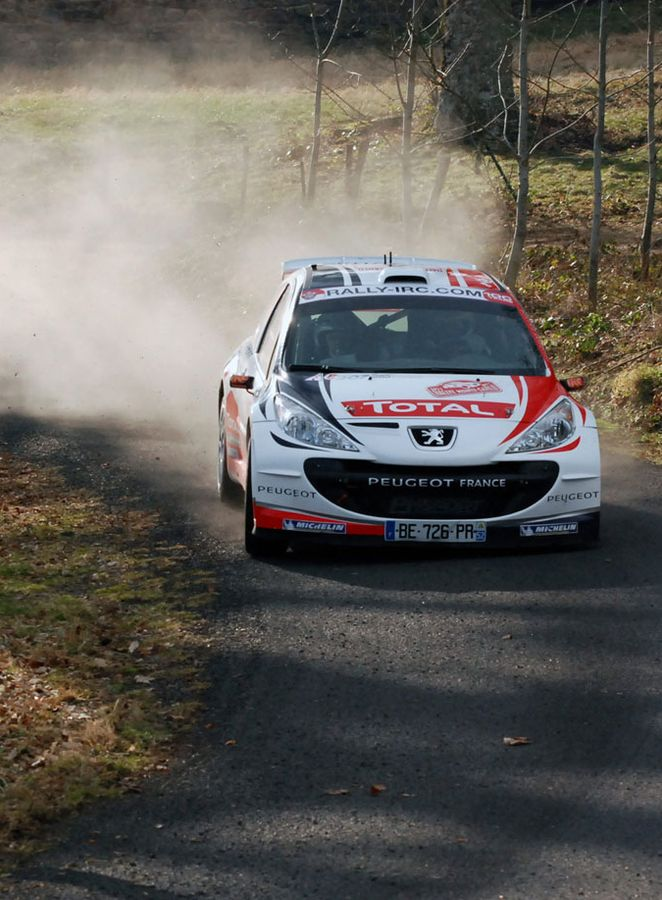
Bryan Bouffier durant le rallye Monte-Carlo 2011.

En 2011, il remporte le rallye Monte-Carlo grâce à un retournement de situation le jeudi après-midi, après un choix de pneus crucial dont il fut l'un des principaux gagnants, car la neige est tombée soudainement entre les deux boucles de deux spéciales prévues lors de cette seconde étape.

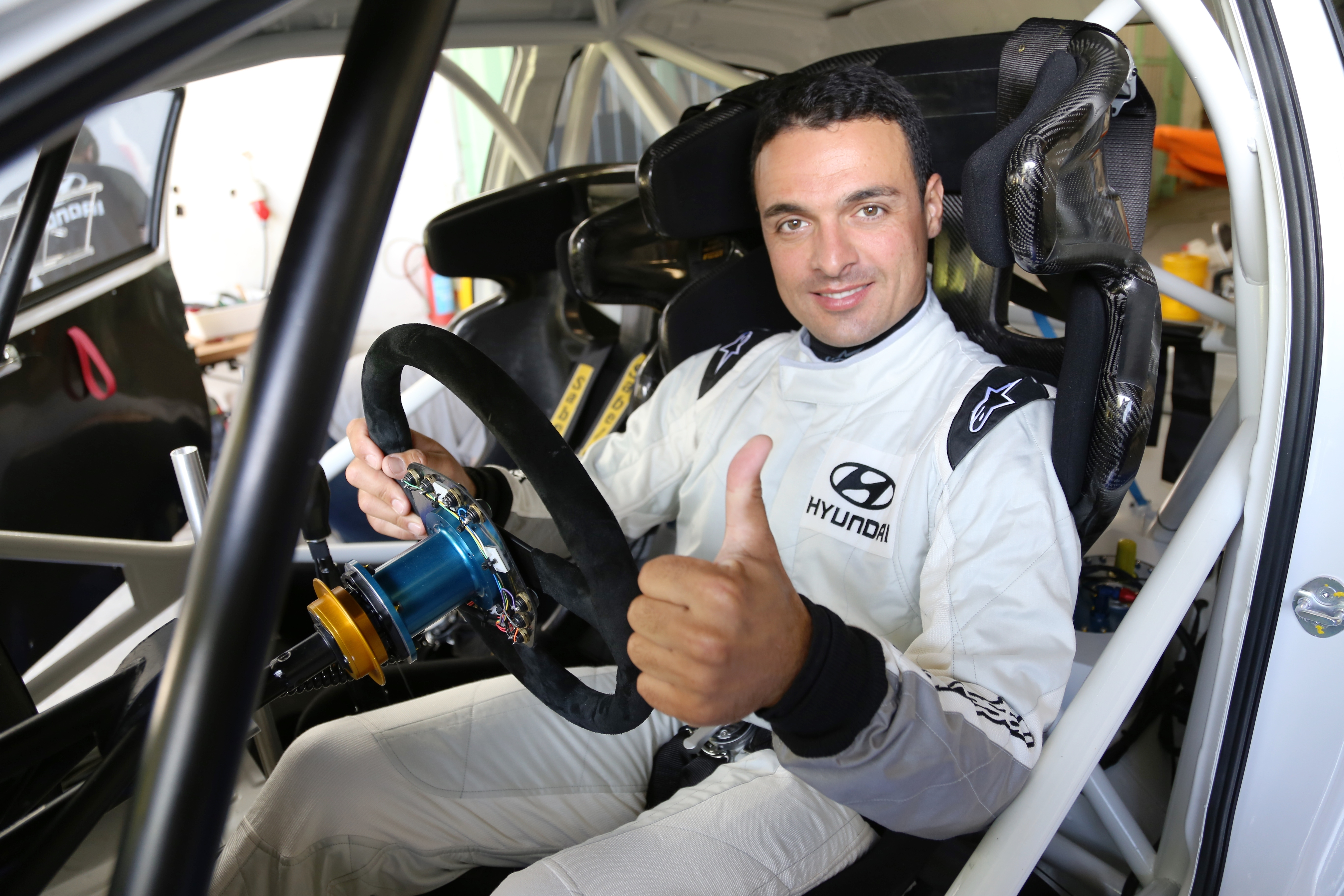
Bryan Bouffier en 2013 lors d'un test avec une Hyundai i20 WRC.

En 2013, il est vainqueur du Tour de Corse dans le cadre du nouveau championnat d'Europe sur Peugeot 207 S2000, et il termine second des rallyes d'Autriche (meilleur français classé à ce jour dans l'épreuve hivernale Jänner Rally), de Belgique et de Pologne. Bien que ne pouvant financièrement participer à la dernière manche suisse du championnat, il termine sa saison vice-champion d'Europe, devançant de 4 points l'irlandais Craig Breen, 3e en Valais malgré une importante pénalisation dès la fin du premier jour de course. Il devient à la mi-saison également pilote essayeur avec Juho Hänninen chez Hyundai, et sert de pilote ouvreur à Nasser Al Attiyah lors du rallye d'Allemagne en WRC.

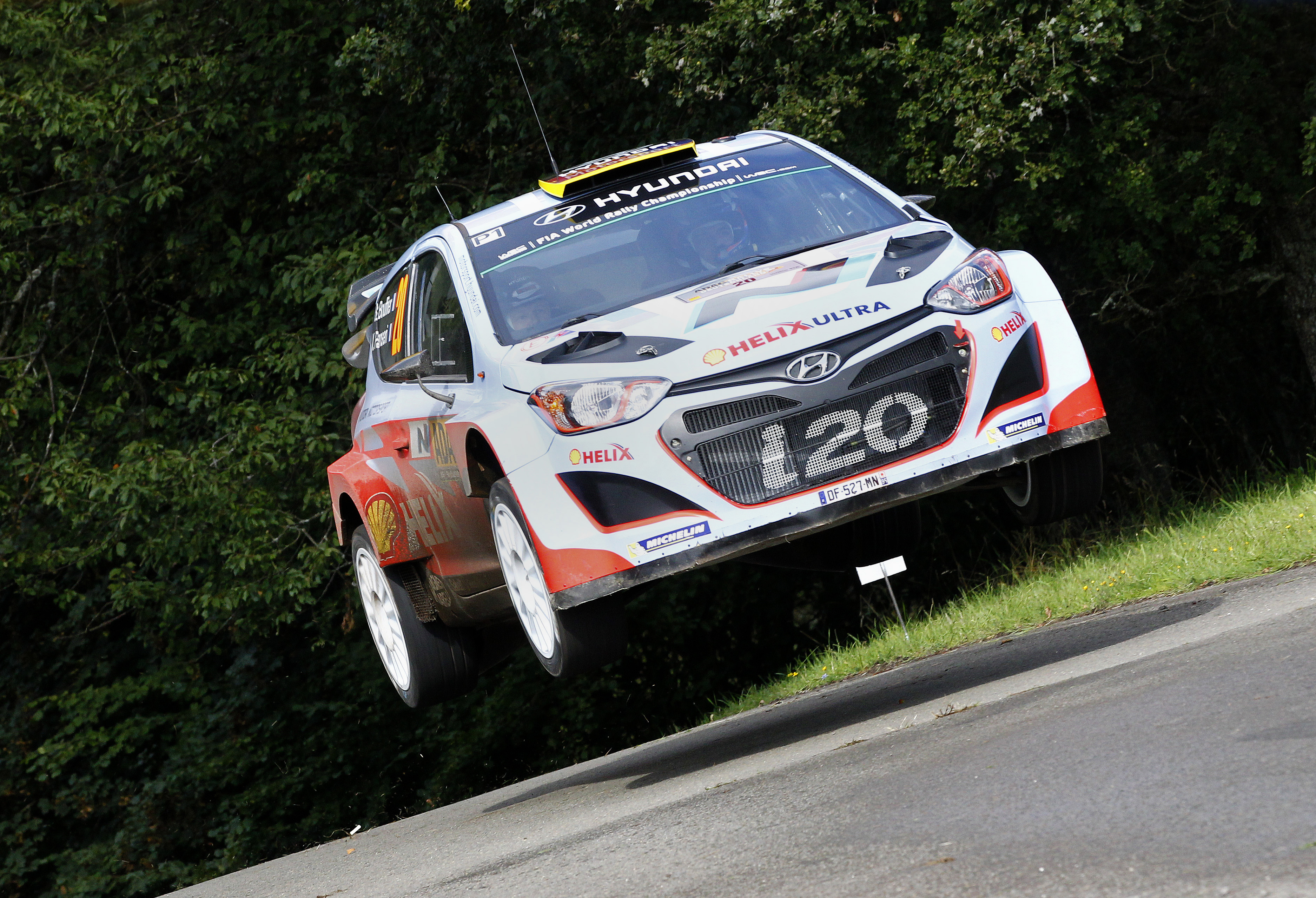
Bryan Bouffier au volant d'une Hyundai i20 WRC lors du Rallye d'Allemagne 2014.

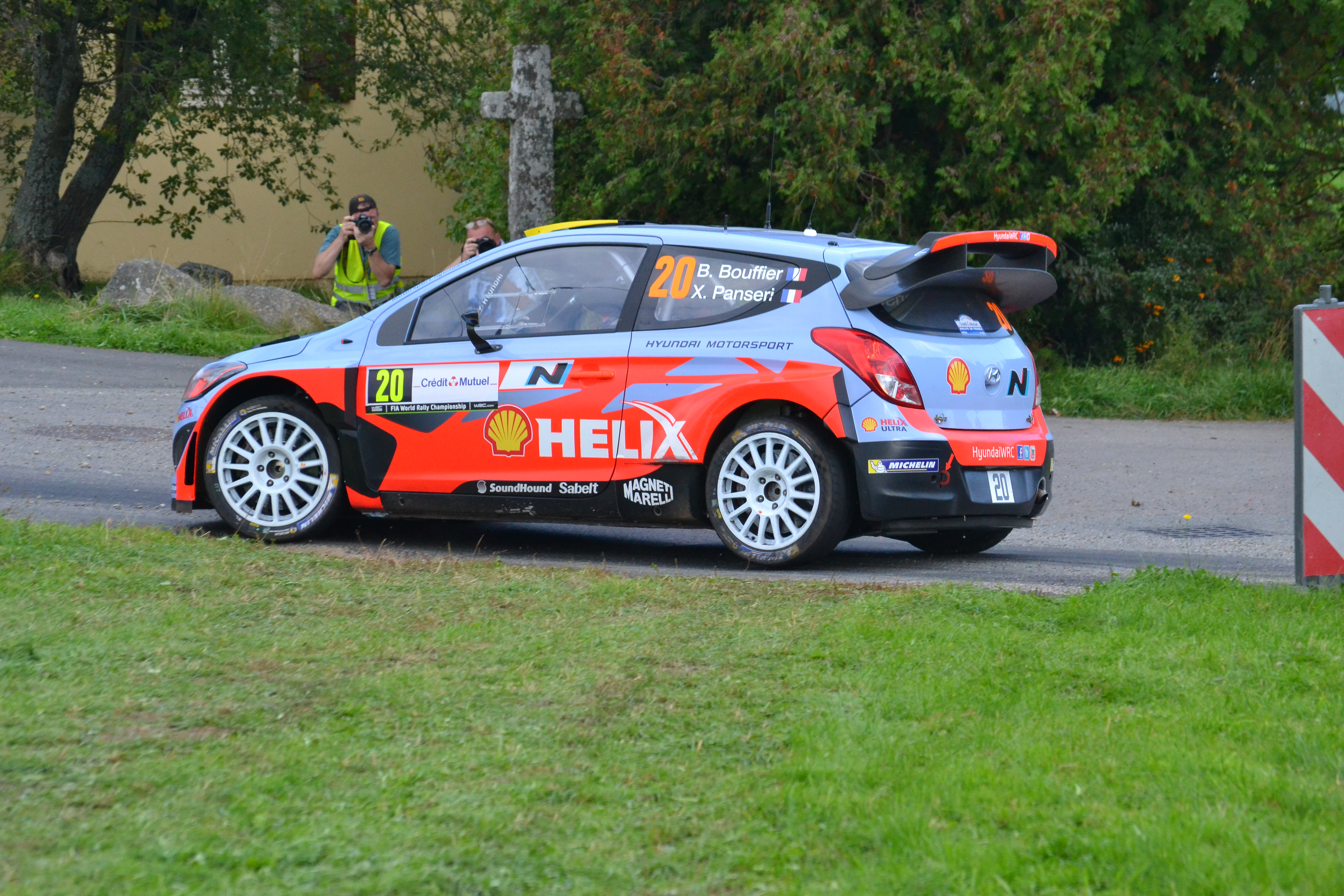
Bryan Bouffier au volant d'une Hyundai i20 WRC lors du Rallye de France-Alsace 2014.

En janvier 2014, engagé au rallye Monte-Carlo à bord d'une Ford Fiesta RS WRC privée, il parvient à se hisser à la 2e place du rallye devant plusieurs pilotes officiels. Puis début février, il dispute le rallye Liepaja en ERC, où il abandonne dans l'ES2 à la suite d'une touchette qui endommage le radiateur de sa DS3 RRC. Il enchaîne avec l'Acropole toujours en ERC, ou il termine 2e derrière la toute nouvelle 208 T16 de Breen qui fait alors sa première sortie. Après une crevaison, il remonte jusqu'à la seconde place, remportant finalement cinq des treize épreuves spéciales, et notamment les deux dernières. Son travail de développement de la Hyundai i20 WRC et sa deuxième place au rallye Monte Carlo lui permettent de défendre les intérêts de la firme coréenne au rallye d'Allemagne, en compagnie du belge Thierry Neuville et de l'espagnol Dani Sordo. Il est également le premier à avoir fait gagner une Hyundai, lors du Rallye d'Antibes 2014. En novembre sur Ford Fiesta RRC il termine deuxième du Tour de Corse, remportant quatre des onze épreuves spéciales.
Il participe cinq fois au Rallye de Pologne entre 2006 et 2014, en obtenant deux places de deuxième, et tout en ayant servi de pilote ouvreur en 2012.
En 2015 il est vice-champion de Pologne des rallyes sur Ford Fiesta Proto (trois victoires, à Gdańsk, Rzeszów et Wisły), puis en novembre il gagne le Rallye National de l'Ardèche en Coupe de France (succès déjà obtenu la saison précédente). 
Après avoir obtenu une quatrième place au championnat continental en 2016 (deuxième lors de la manche polonaise de Rzeszów), il termine troisième du championnat en 2017 avec deux victoires de plus à son actif sur Ford Fiesta R5 de l'écurie Gemini Clinic Rally Team, à Rzeszów et au rallye de Rome, la dernière manche comptabilisée. Il ajoute à son palmarès la Giraglia Historique 2017 en début d'année, cette fois sur Porsche 911 SC.
Il retrouve le WRC en 2018 en étant choisi par l'équipe championne en titre M-Sport pour prendre le volant d'une Ford Fiesta WRC (en) pour deux rallyes. Ces participations sont le rallye Monte-Carlo où il termine huitième et le Tour de Corse qu'il ne termine pas à la suite d'un problème moteur. Il remporte cependant les Legend Boucles à Bastogne au début février, sur Ford Escort RS 1800 MKII.

## Palmarès (au 31/12/2017)

### Titres

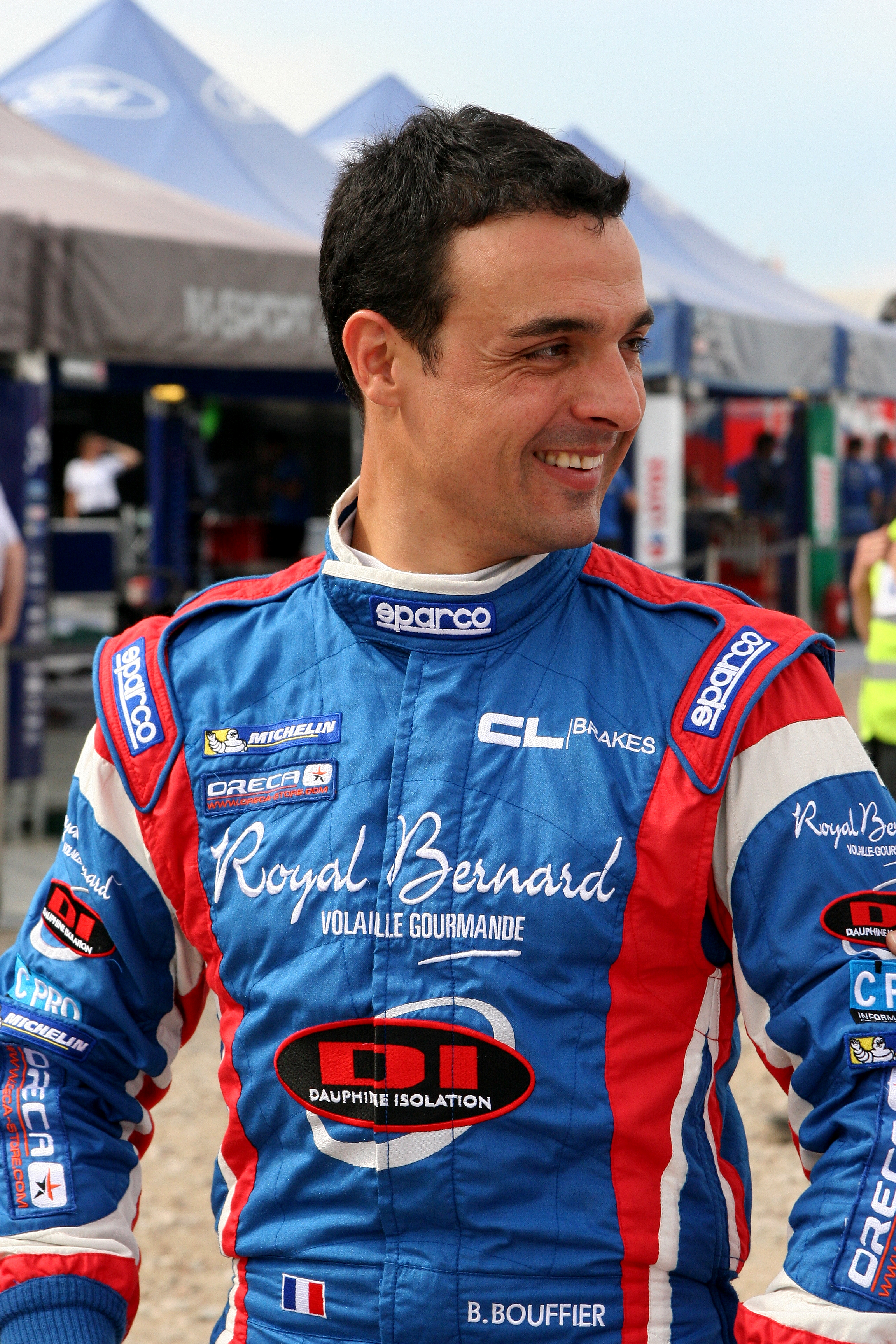
Pologne 2014.

| Saisons | Titres |
| ------- | --- |
| 2002    | Vainqueur de la coupe 206 |
| 2005    | 1er de la catégorie Super 1600 au Championnat de France des rallyes                                                                      |
| 2007    | Champion de Pologne dans la catégorie Pilote Champion de Pologne catégorie S2000 Champion de France des Rallyes Terre catégorie Groupe N |
| 2008    | Champion de Pologne dans la catégorie Pilote                                                                                             |
| 2009    | Champion de Pologne dans la catégorie Pilote                                                                                             |
| 2010    | Champion de France des Rallyes |
| 2011    | Vice-champion de Pologne des Rallyes |
| 2013    | Vice-champion d'Europe des Rallyes |
| 2015    | Vice-champion de Pologne des Rallyes |

### Résultats en Championnat du monde des rallyes
| Saison     | Rallye | Rallye | Rallye | Rallye | Rallye | Rallye | Rallye | Rallye | Rallye | Rallye | Rallye | Rallye | Rallye | Rallye | Rallye | Rallye | Points | Classement final |
| ---------- | ------ | ------ | ------ | ------ | ------ | ------ | ------ | ------ | ------ | ------ | ------ | ------ | ------ | ------ | ------ | ------ | ------ | ---------------- |
| 2007       | MON    | SUE    | NOR    | MEX    | POR    | ARG    | ITA    | GRE    | FIN    | ALL    | NZL    | ESP    | FRA    | JPN    | IRL    | GBR    | 0      | -                |
| 2007       |        |        |        |        |        | 29e    |        |        |        |        |        |        |        |        |        |        | 0      | -                |
| J-WRC 2007 |        |        | -      |        | -      |        | 7e     |        | -      | -      |        | -      | -      |        |        |        | 2      | 20e              |
|            |        |        |        |        |        |        |        |        |        |        |        |        |        |        |        |        |        |                  |
| 2012       | MON    | SWE    | MEX    | POR    | ARG    | GRE    | NZL    | FIN    | GER    | GBR    | FRA    | ITA    | ESP    |        |        |        | 0      | -                |
| 2012       | 15e    |        |        |        |        |        |        |        |        |        |        |        |        |        |        |        | 0      | -                |
|            |        |        |        |        |        |        |        |        |        |        |        |        |        |        |        |        |        |                  |
| 2013       | MON    | SWE    | MEX    | POR    | ARG    | GRE    | ITA    | FIN    | GER    | AUS    | FRA    | ESP    | GBR    |        |        |        | 10     | 14e              |
| 2013       | 5e     |        |        | 13e    |        |        | 31e    |        |        |        |        |        | Ab     |        |        |        | 10     | 14e              |
| WRC-3 2013 |        |        |        | 1er    |        |        | 8e     |        |        |        |        |        | Ab     |        |        |        | 29     | 6e               |
|            |        |        |        |        |        |        |        |        |        |        |        |        |        |        |        |        |        |                  |
| 2014       | MON    | SWE    | MEX    | POR    | ARG    | ITA    | POL    | FIN    | GER    | AUS    | FRA    | ESP    | GBR    |        |        |        | 20     | 12e              |
| 2014       | 2e     | -      | -      | -      | -      | -      | 16e    | -      | Ab.    | -      | 9e     | -      | -      |        |        |        | 20     | 12e              |
|            |        |        |        |        |        |        |        |        |        |        |        |        |        |        |        |        |        |                  |
| 2015       | MON    | SWE    | MEX    | ARG    | POR    | ITA    | POL    | FIN    | GER    | AUS    | FRA    | ESP    | GBR    |        |        |        | 4      | 23e              |
| 2015       | Ab.    | -      | -      | -      | -      | -      | -      | -      | Ab.    | -      | 8e     | -      | -      |        |        |        | 4      | 23e              |

### Résultats en Intercontinental Rally Challenge
| 2008 | TUR | POR | BEL | RUS | POR | CZE | ESP | ITA | SUI | CHN |     |     |     | 11    | 9e |  |  |  |
| 2008 | -   | -   | -   | -   | -   | 3e  | -   | -   | 4e  | -   |     |     |     | 11    | 9e |  |  |  |
|      |     |     |     |     |     |     |     |     |     |     |     |     |     |       |    |  |  |  |
| 2009 | MON | BRA | KEN | POR | BEL | RUS | POR | CZE | ESP | ITA | JPN | GBR |     | 0     | -  |  |  |  |
| 2009 | -   | -   | -   | -   | -   | -   | -   | Ab. | -   | -   | An. | -   |     | 0     | -  |  |  |  |
|      |     |     |     |     |     |     |     |     |     |     |     |     |     |       |    |  |  |  |
| 2010 | MON | BRA | ARG | ESP | ITA | BEL | POR | POR | CZE | ESP | ITA | GBR | CYP | 0     | -  |  |  |  |
| 2010 | Ab. | -   | -   | -   | -   | -   | -   | -   | 10e | An. | 12e | -   | Ab. | 0     | -  |  |  |  |
|      |     |     |     |     |     |     |     |     |     |     |     |     |     |       |    |  |  |  |
| 2011 | MON | CAN | COR | UKR | BEL | AÇO | CZE | HUN | ITA | GBR | CHY |     |     | 110.5 | 6e |  |  |  |
| 2011 | 1er | 7e  | Ab. | 2e  | Dq. | 4e  | Ab. | 4e  | 3e  | 3e  | Ab. |     |     | 110.5 | 6e |  |  |  |
|      |     |     |     |     |     |     |     |     |     |     |     |     |     |       |    |  |  |  |
| 2012 | AÇO | CAN | NIR | COR | ITA | BEL | SMR | ROU | CZE | UKR | BUL | ITA | CHY | 27    | 12 |  |  |  |
| 2012 | 3e  | -   | -   | 5e  | -   | -   | -   | -   | -   | -   | -   | 15e | -   | 27    | 12 |  |  |  |

### Résultats en Championnat d'Europe des rallyes(saisons 2013-2014)
| Saison | Rallye | Rallye | Rallye | Rallye | Rallye | Rallye | Rallye | Rallye | Rallye | Rallye | Rallye | Rallye | Points | Classement final |
| ------ | ------ | ------ | ------ | ------ | ------ | ------ | ------ | ------ | ------ | ------ | ------ | ------ | ------ | ---------------- |
| 2013   | JAN    | LET    | CAN    | ACO    | COR    | YPR    | ROU    | CZE    | POL    | CRO    | ITA    | VAL    | 149    | 2e               |
| 2013   | 2e     | -      | -      | -      | 1er    | 2e     | Ab.    | -      | 2e     | -      | 4e     | -      | 149    | 2e               |
| 2014   | JAN    | LET    | GRE    | IRL    | ACO    | YPR    | EST    | CZE    | CHY    | ROU    | VAL    | COR    | 61     | 7                |
| 2014   | -      | Ab.    | 2e     | -      | -      | -      | -      | -      | -      | -      | -      | 2e     | 61     | 7                |

### Victoires en championnat d'Europe (5, pour 14 podiums)
- Rallye d'Antibes: 2006;
- Rallye de Tchéquie: 2010 (10e au général);
- Tour de Corse: 2013;
- Rallye de Rzeszów: 2017;
- Rallye de Rome: 2017.

(autres podiums: Tchéquie 2006 (3e), Pologne 2008 (2e), Jänner 2013 (2e), Yprès 2013 (2e), Pologne 2013 (2e), Grèce 2014 (2e), Corse 2014 (2e), Ypres 2015 (2e), Rzeszow 2016 (2e))

### Victoire en Intercontinental Rally Challenge (IRC)
| # | Saison | Rallye                 | Pays   | Copilote       | Voiture           |
| - | ------ | ---------------------- | ------ | -------------- | ----------------- |
| 1 | 2011   | 79e Rallye Monte-Carlo | Monaco | Xavier Panseri | Peugeot 207 S2000 |

(soit une victoire pour six podiums)

### Victoires en championnat de Pologne (18)
- Rallye Subaru: 2007 et 2008;
- Rallye Rzeszowski: 2007, 2010, 2011 et 2015;
- Rallye Nikon: 2007;
- Rallye Orlen: 2007;
- Rallye Krakowski: 2008
- Rallye Elmot Rémy: 2008
- Rallye Karkonoski: 2008 et 2009;
- Rallye Dolnoslaski: 2008 et 2011;
- Rallye Košice: 2010 (Slovaquie);
- Rallye Karkonoski: 2011;
- Rallye Kaszub Gdańsk Baltic Cup: 2015;
- Rallye Wisły: 2015.

(nb: il termine aussi second du rallye de Pologne en 2008 et 2013)

### Victoires en championnat de France (5)
- Rallye d'Antibes: 2006 et 2014;
- Rallye du Limousin: 2010;
- Rallye de France Grand-National: 2010;
- Critérium des Cévennes: 2010;

### Autre victoire polonaise
- Rallye Barbórka: 2011.

## Parcours résumé

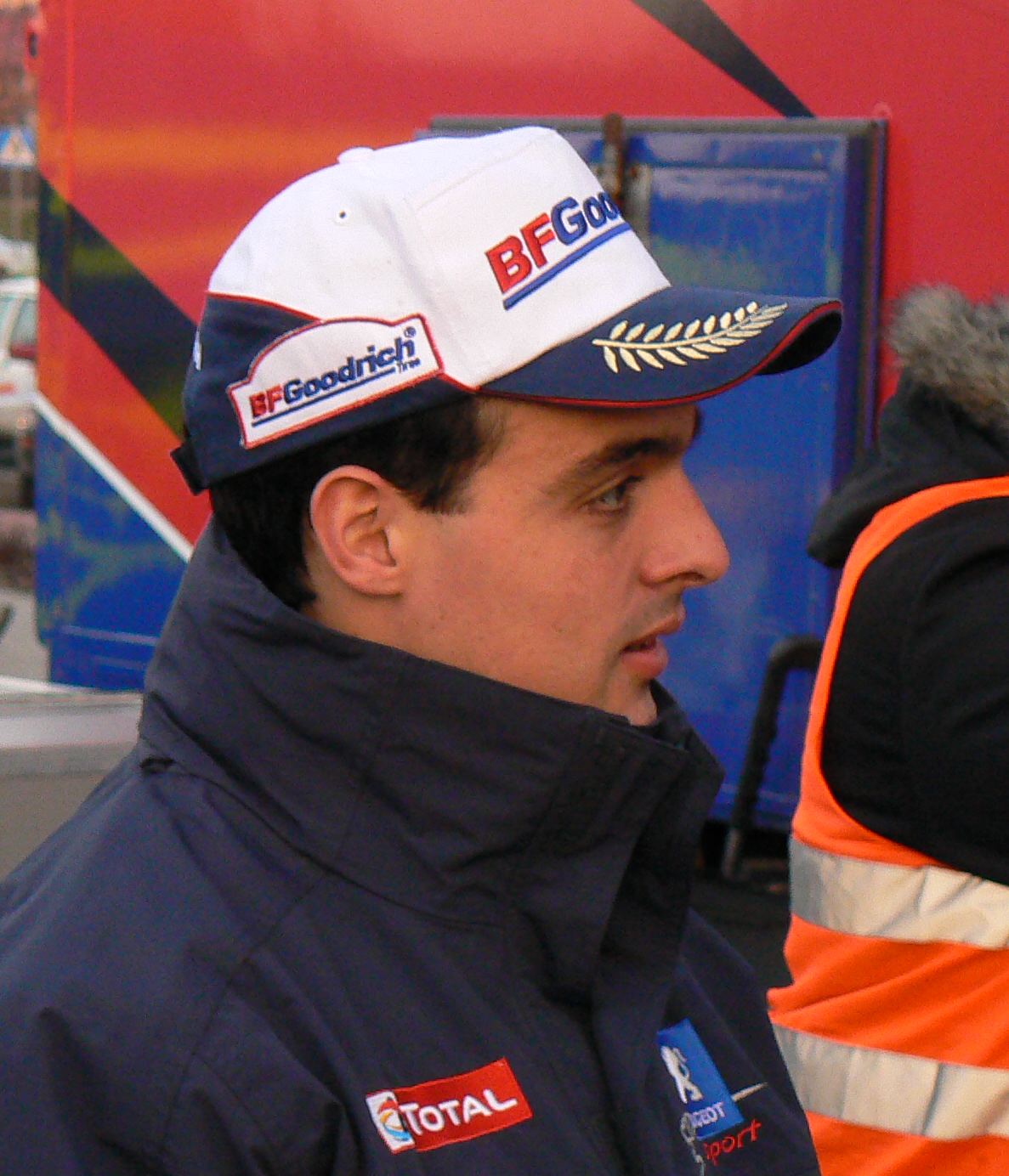
Rallye Barbórki 2007 (Pologne).

- 1999 : Finaliste des sélections Rallye Jeunes
- 2000 : Première saison de Volant Peugeot 206 dans l'équipe Rallye Jeunes (106 S16 Gr.A) : 8e de la coupe.
- 2001 : Volant Peugeot 206 (106 S16 Gr.A) : 5e de la coupe.
- 2002 : Volant Peugeot 206 (206 XS Volant) : 1er du Volant, 1er pilote espoir, Espoir du magazine Échappement.
- 2003 : Championnat de France Super 1600 (206 Super 1600), pilote officiel Peugeot Sport : 4e du Championnat.
- 2004 : Championnat de France Asphalte (206 Super 1600), Pilote officiel Peugeot Sport : 2e du Championnat Constructeur ; 2e au Rallye du Limousin ; 3e au Rallye du Touquet ; 1er au Critérium des Cévennes ; 3e des Super 1600 au Rallye de Pologne.
- 2005 : Championnat de France Asphalte (206 Super 1600), pilote officiel Peugeot Sport : 1er de la catégorie Super 1600 et 3e du Championnat toutes catégories.
- 2006 : Championnat d’Europe des Rallyes. Meilleurs résultats : 1er de la catégorie Super 1600 et 3e au classement général du Rallye de République Tchèque, 1er au Rallye d’Antibes. Pour avoir participé à 5 manches sur 9 possibles, Bryan termine à la cinquième place du Championnat d’Europe.
- 2007 : Championnat de Pologne des Rallyes. Champion de Pologne dans la catégorie Pilote. Champion de Pologne catégorie constructeur. Champion de Pologne catégorie S2000. Champion de France des Rallyes Terre catégorie Groupe N.
- 2008 : Champion de Pologne dans la catégorie Pilote pour la seconde fois consécutive.
- 2009 : Champion de Pologne dans la catégorie Pilote pour la troisième fois consécutive.
- 2010 : Champion de France des Rallyes. 3e du championnat de Pologne.
- 2011 : Vainqueur du Rallye Monte-Carlo. Vice-champion de Pologne.
- 2013 : Vainqueur du Tour de Corse. Vice-champion d'Europe.
- 2014 : Rallye d'Antibes.
- 2015 : Vice-champion de Pologne.
- 2017 : Troisième du championnat d'Europe.

## Distinctions
- Espoir Échappement de l'année en 2002.

## Galerie photos

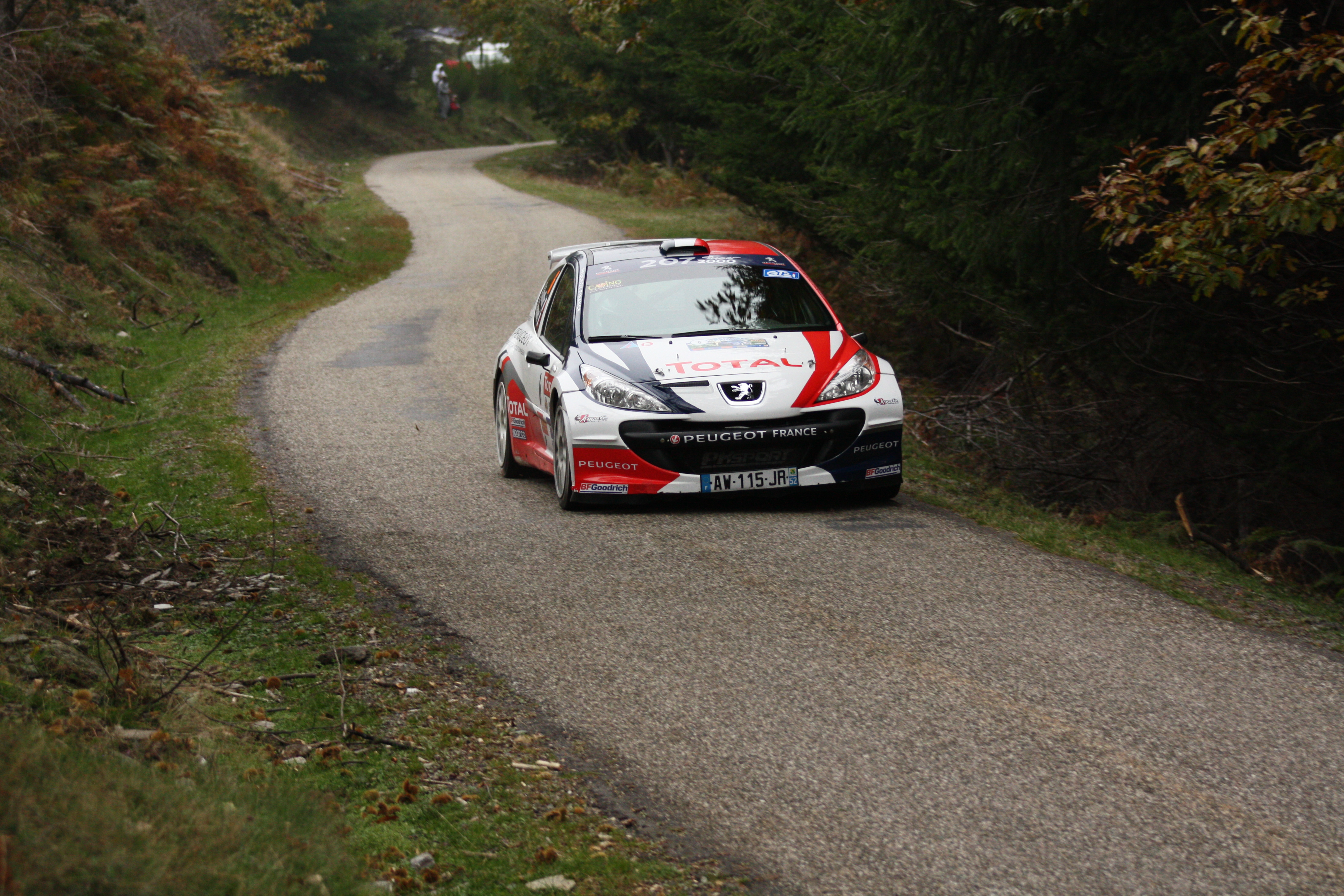
Lors du Critérium des Cévennes 2010 (Championnat de France des rallyes).
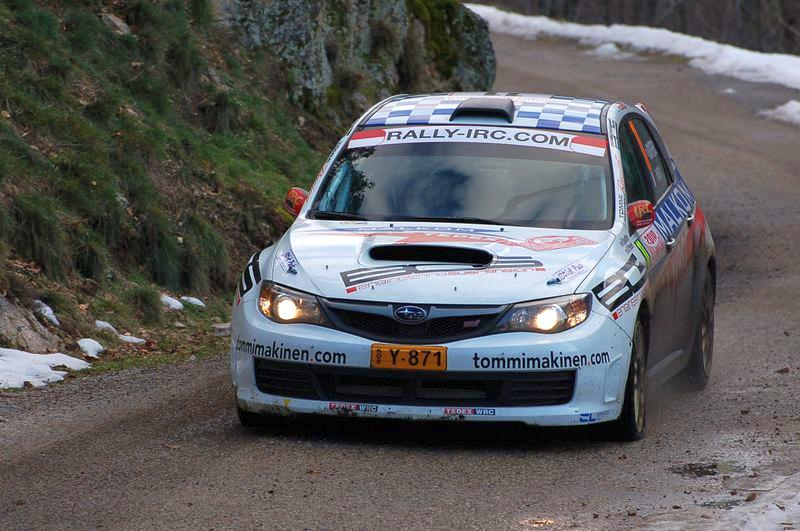
Rallye Monte-Carlo 2010.
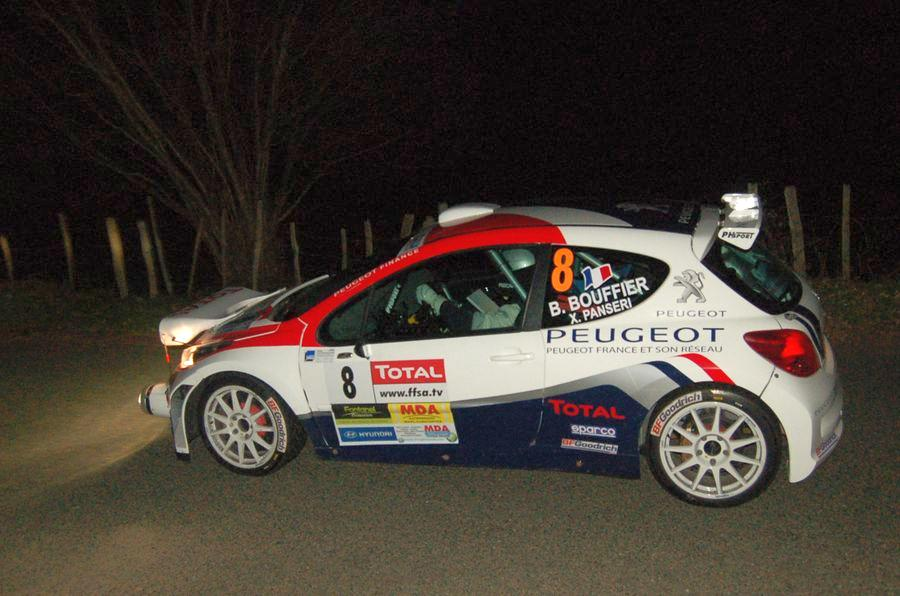
Rallye Lyon-Charbonnières 2010 (spéciale nocturne).
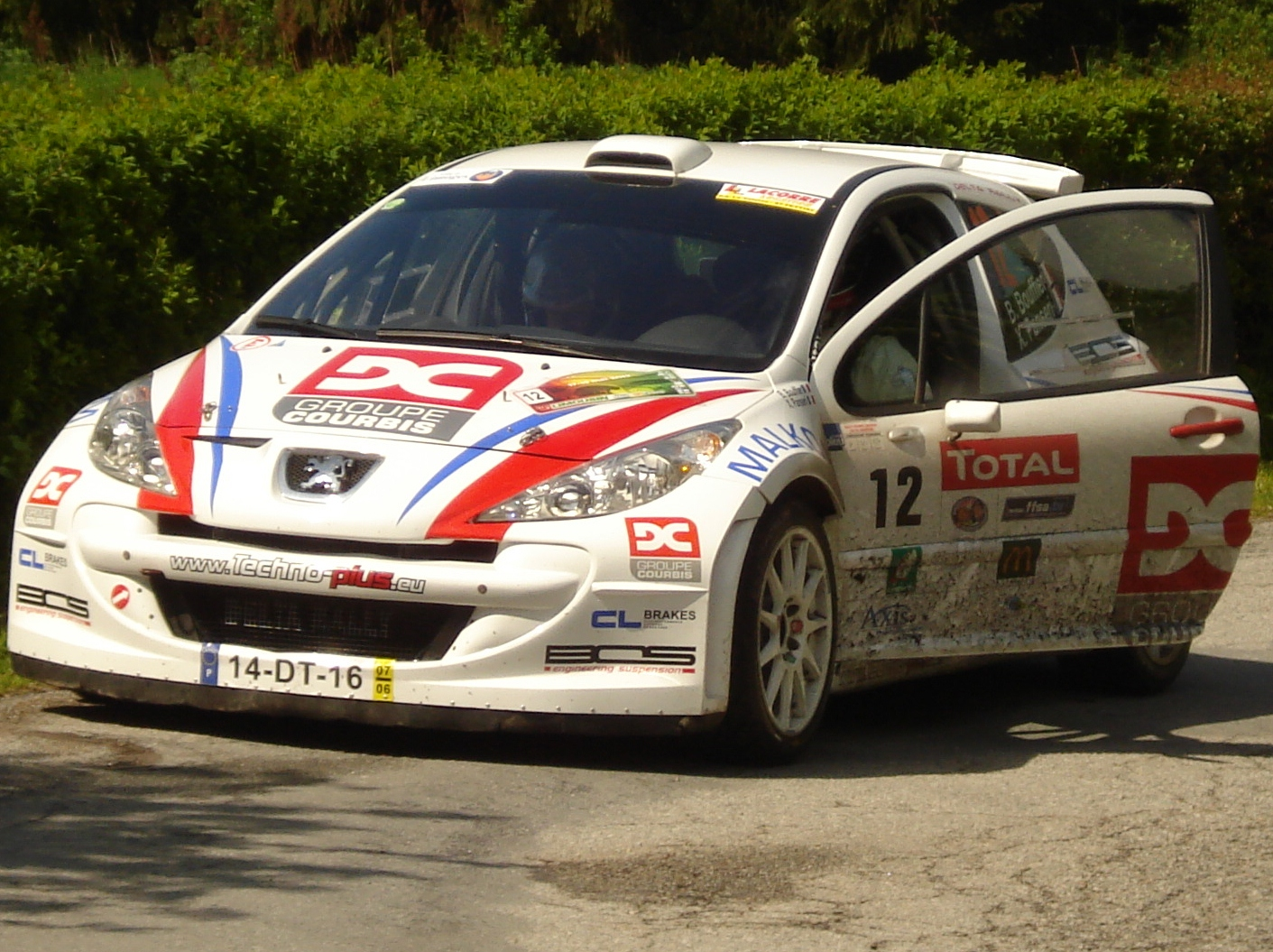
Rallye du Limousin 2012.
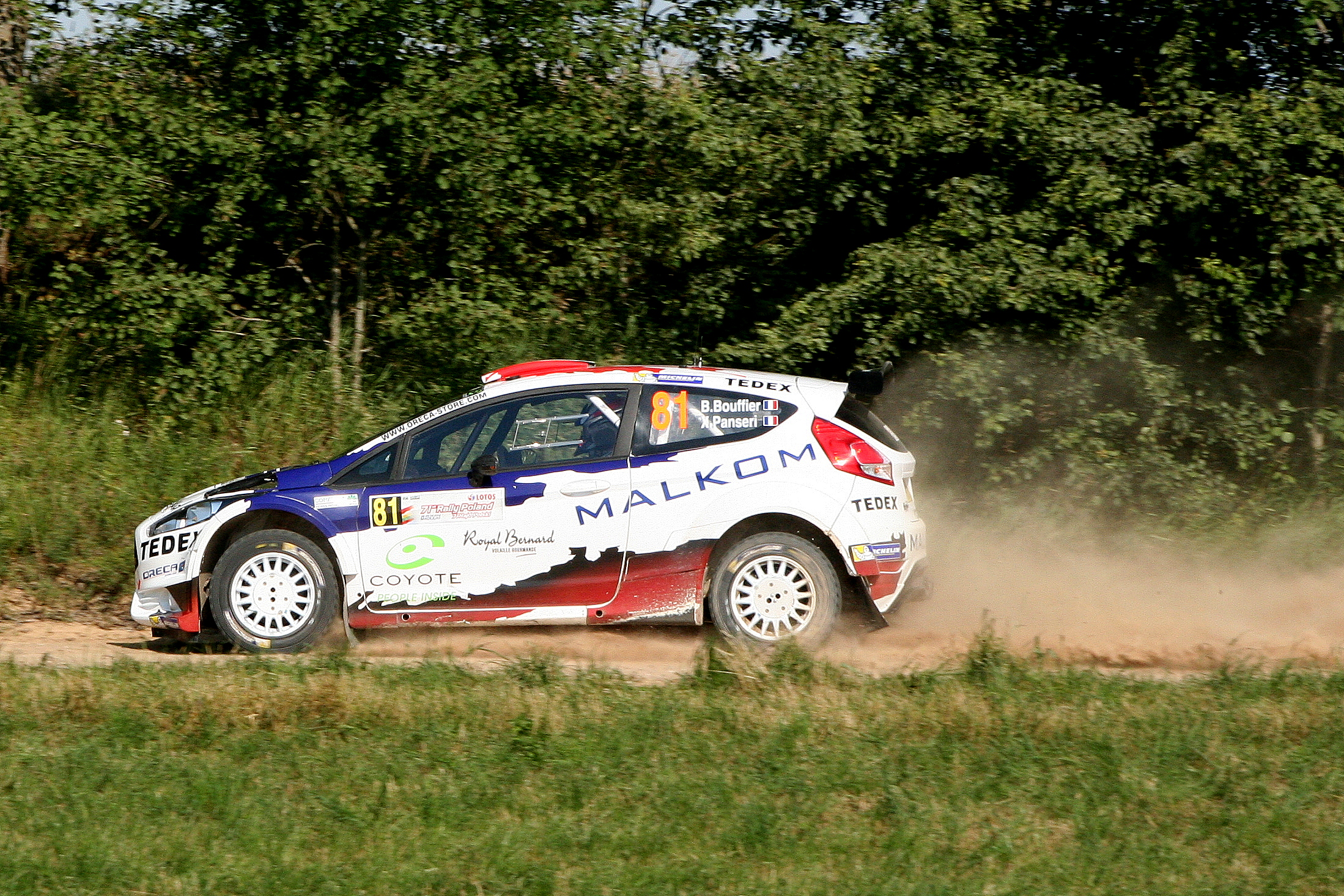
Rallye de Pologne 2014 (WRC).
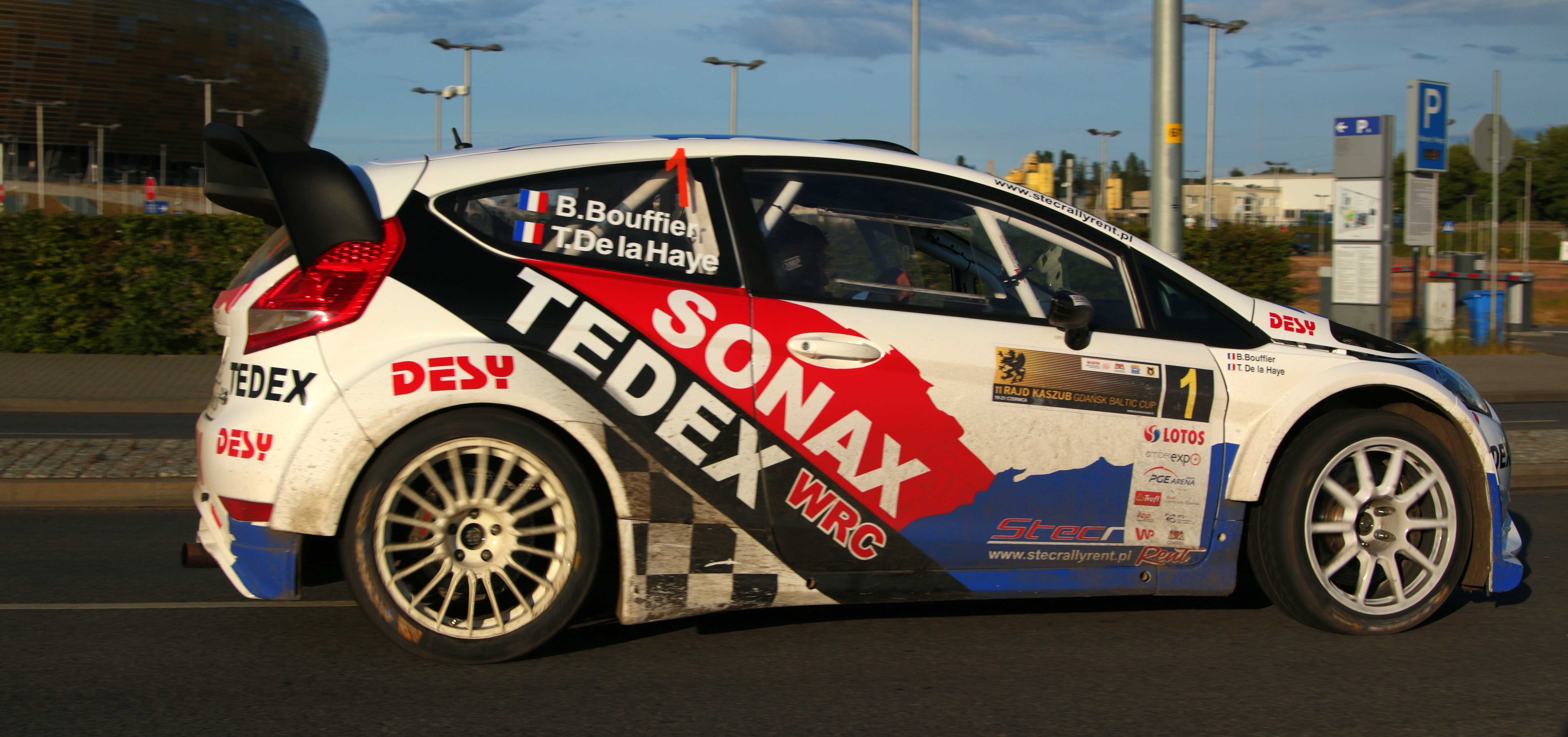
Victoire en Coupe de Baltique 2015, sur Ford Fiesta Proto.